# Wolf Point (Chicago)
Wolf Point est un quartier de la ville de Chicago, dans l'État de l'Illinois, situé à l'emplacement de la confluence des branches nord, sud et principale (North Branch, South Branch et Main Branch) de la rivière Chicago dans les secteurs de Near North Side, du Loop et de Near West Side.
Le quartier est connu pour abriter des gratte-ciel de bureaux ultramodernes (comme le 333 Wacker Drive, le 300 North LaSalle, le 155 North Wacker, les Wolf Point Towers, le 150 North Riverside et River Point), des bâtiments administratifs, le Merchandise Mart (plus grand magasin du monde en termes de surface dans les années 1930), le siège du Chicago Sun-Times, le Main Post Office de Chicago, et la gare ferroviaire Metra de l'Ogilvie Transportation Center. Globalement, on peut dire qu'il s'agit d'un quartier tertiaire mêlant bureaux administratifs, bâtiments commerciaux et immeubles résidentiels.

## Description

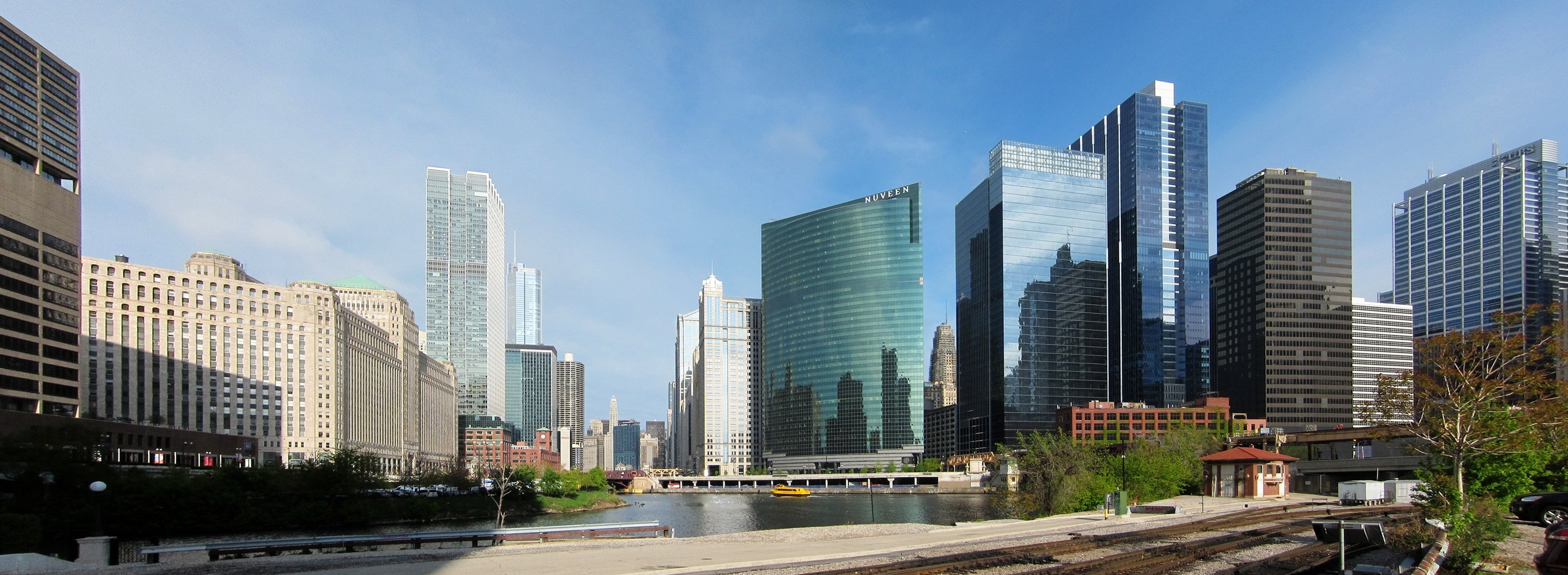
Panorama de Wolf Point avec de gauche à droite : le siège du Chicago Sun-Times, le Merchandise Mart, le 300 North LaSalle, le 333 Wacker Drive, le 191 North Wacker et le 155 North Wacker.

Cet emplacement sur la rivière est historiquement important dans le développement économique de Chicago. C'était l'emplacement des trois premières tavernes de Chicago, son premier hôtel, le Sauganash Hotel, son premier ferry, sa première pharmacie, sa première église, et les premiers ponts sur la rivière Chicago. On dit que le nom dérive peut-être d'un chef amérindien dont le nom a été traduit en « loup », mais il existe des théories alternatives. 
Historiquement, la rive ouest de la rivière à l'embranchement s'appelait « Wolf Point », mais dans les années 1820 et 1830, elle désignait toute la région et la colonie qui s'est installée autour de la rivière. Wolf Point est maintenant souvent utilisé plus spécifiquement pour désigner une parcelle de terrain située dans les limites du secteur communautaire de Near North Side qui appartient à la famille Kennedy dans le cadre du complexe du Merchandise Mart.
Aujourd'hui, la rive nord à l'embranchement est l'emplacement du siège du Chicago Sun-Times et de plusieurs gratte-ciel de bureaux comme le 300 North LaSalle, la rive ouest comprend un grand bâtiment en copropriété et des voies ferrées, et la rive sud sert de point de transition est/ouest de la Wacker Drive et comprend aussi plusieurs grands bâtiments dont le 333 Wacker Drive et le 155 North Wacker.
Au niveau du pont de Lake Street, un escalier mène à la Chicago Riverwalk, une promenade arborée longeant la rivière Chicago jusqu'au pont de Lake Shore Drive.

## Histoire

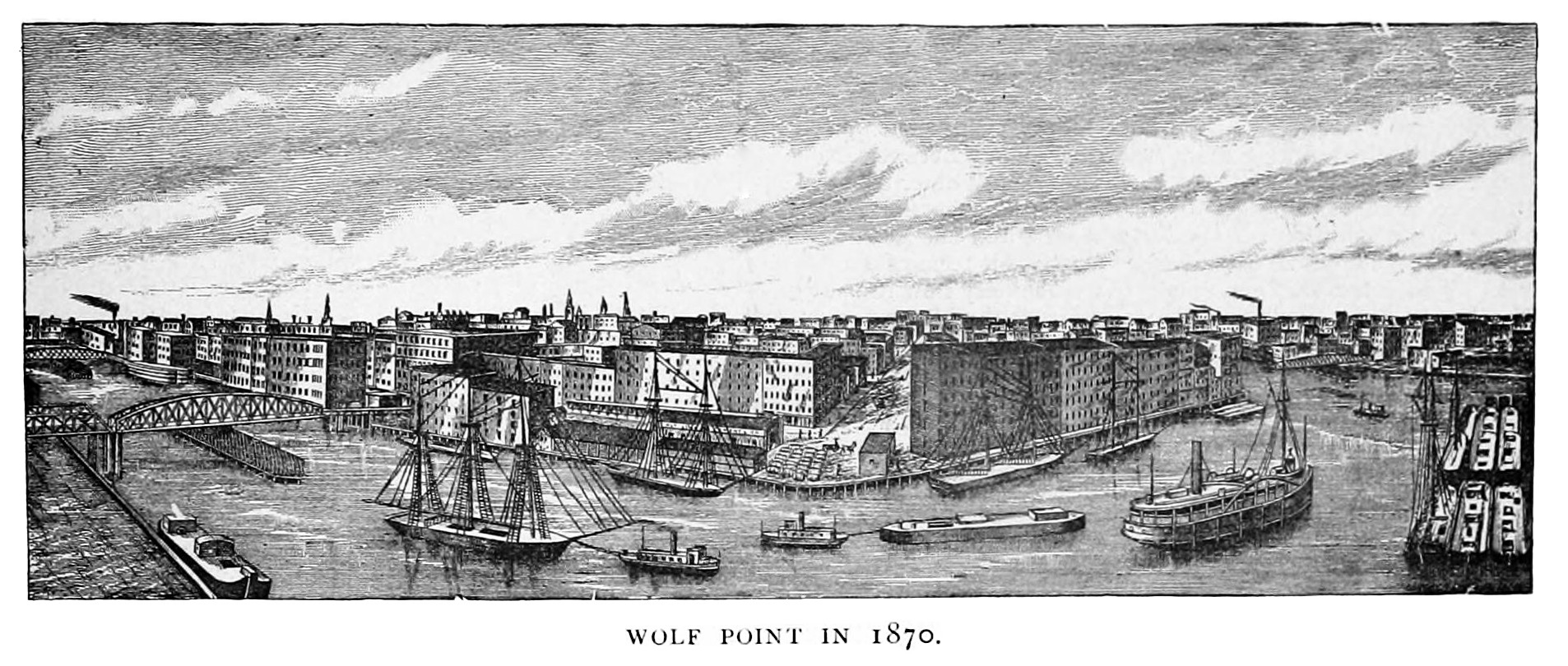
Wolf Point en 1870.

Selon les historiens, l'origine du nom « Wolf Point » est incertaine. Dans son mémoire de 1856 Wau-Bun, Juliette Kinzie déclare que « l'endroit s'appelait alors Wolf Point, parce qu'il avait été le lieu de résidence d'un Indien nommé « Moa-way » ou « le loup ». D'autres histoires racontent que ce surnom a été ainsi donné d'après une taverne nommée Wolf Point et dont le propriétaire aurait tué un loup féroce et aurait accroché une pancarte peinte représentant un loup devant sa taverne pour commémorer l'événement. D'autres sources avancent l'hypothèse que Wolf Point a été nommé ainsi par un soldat de fort Dearborn parce qu'il s'agirait probablement d'un endroit où les loups se rassemblaient la nuit.
À l'origine, le terme Wolf Point se référait à la berge ouest de la rivière Chicago à la jonction de ses branches,,. La confluence des trois branches de la rivière près de Wolf Point est devenu un symbole de la ville de Chicago. En forme de Y, ce symbole peut être vu sur de nombreux bâtiments à Chicago et sur des véhicules appartenant à la ville,.
Wolf Point est aussi connu pour avoir été l'endroit où Jean Baptiste Pointe du Sable (premier colon permanent de Chicago) y construisit sa deuxième maison vers 1779, trente ans avant la construction de Fort Dearborn. Il y établit également un comptoir commercial pour la vente de fourrure. En 1800, Du Sable vendit sa propriété au trappeur canadien-français Jean La Lime, qui la céda quatre ans plus tard à John Kinzie, un marchand de New York.

## Galerie d'images

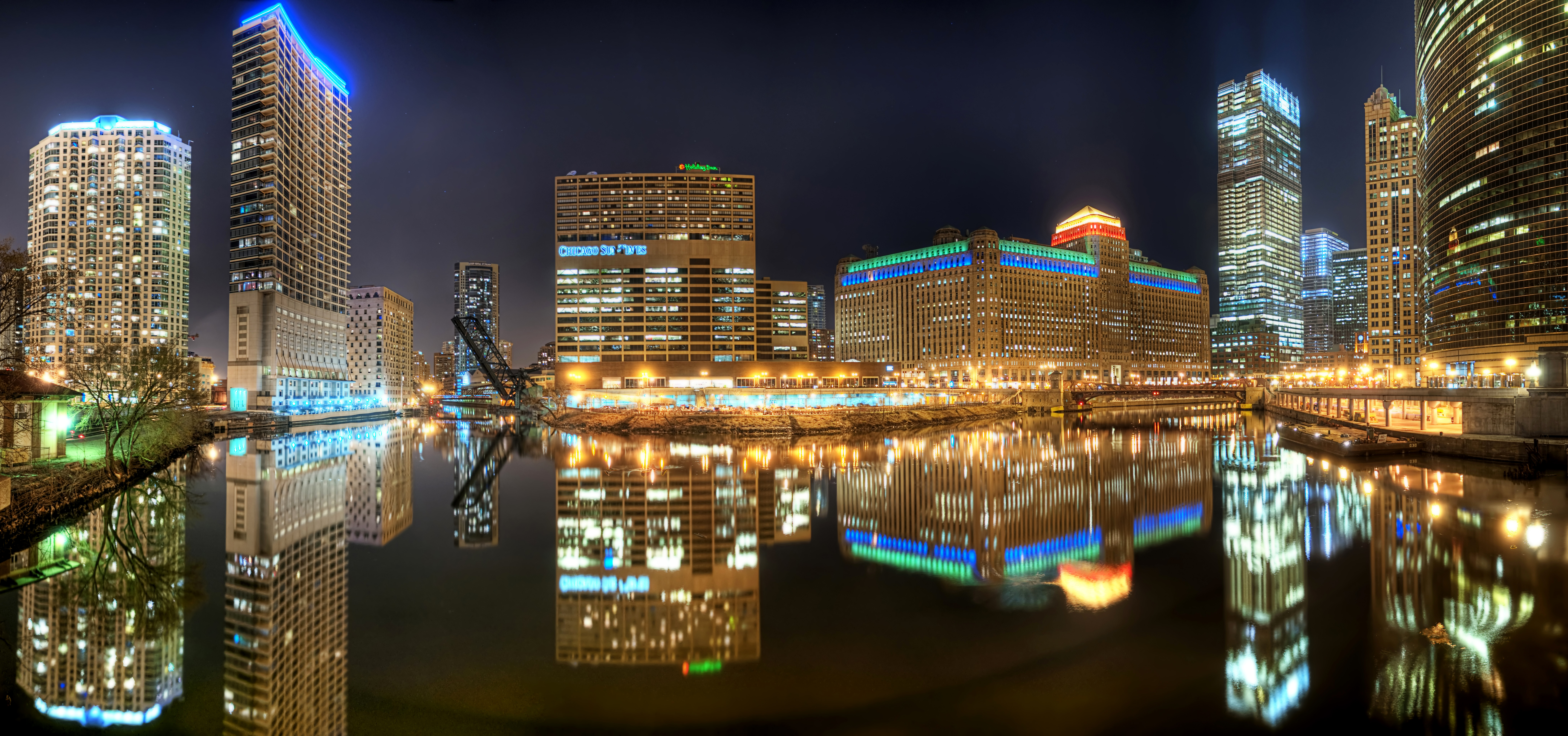
Wolf Point de nuit, depuis le pont de Lake Street.
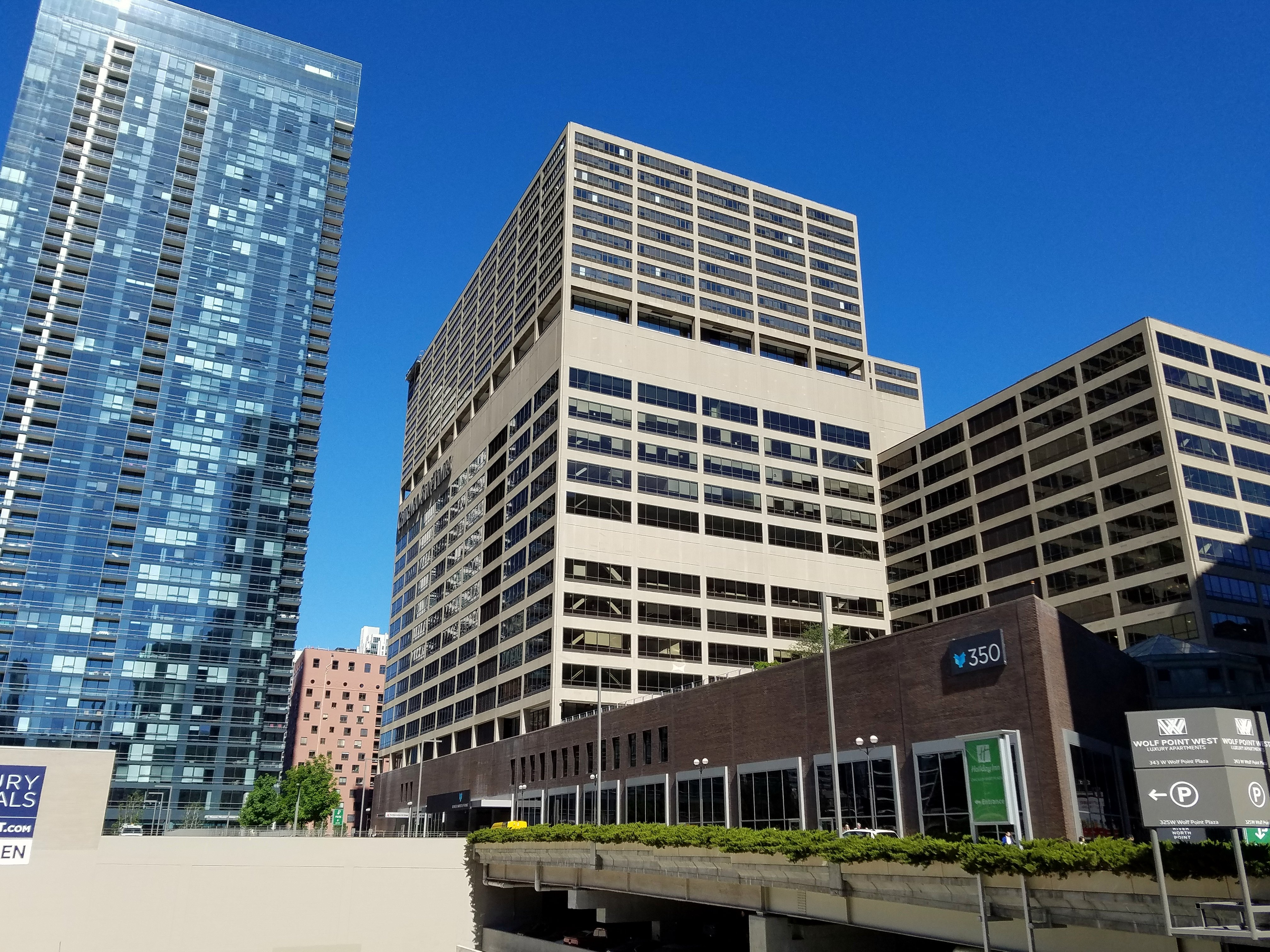
Le siège du Chicago Sun-Times.
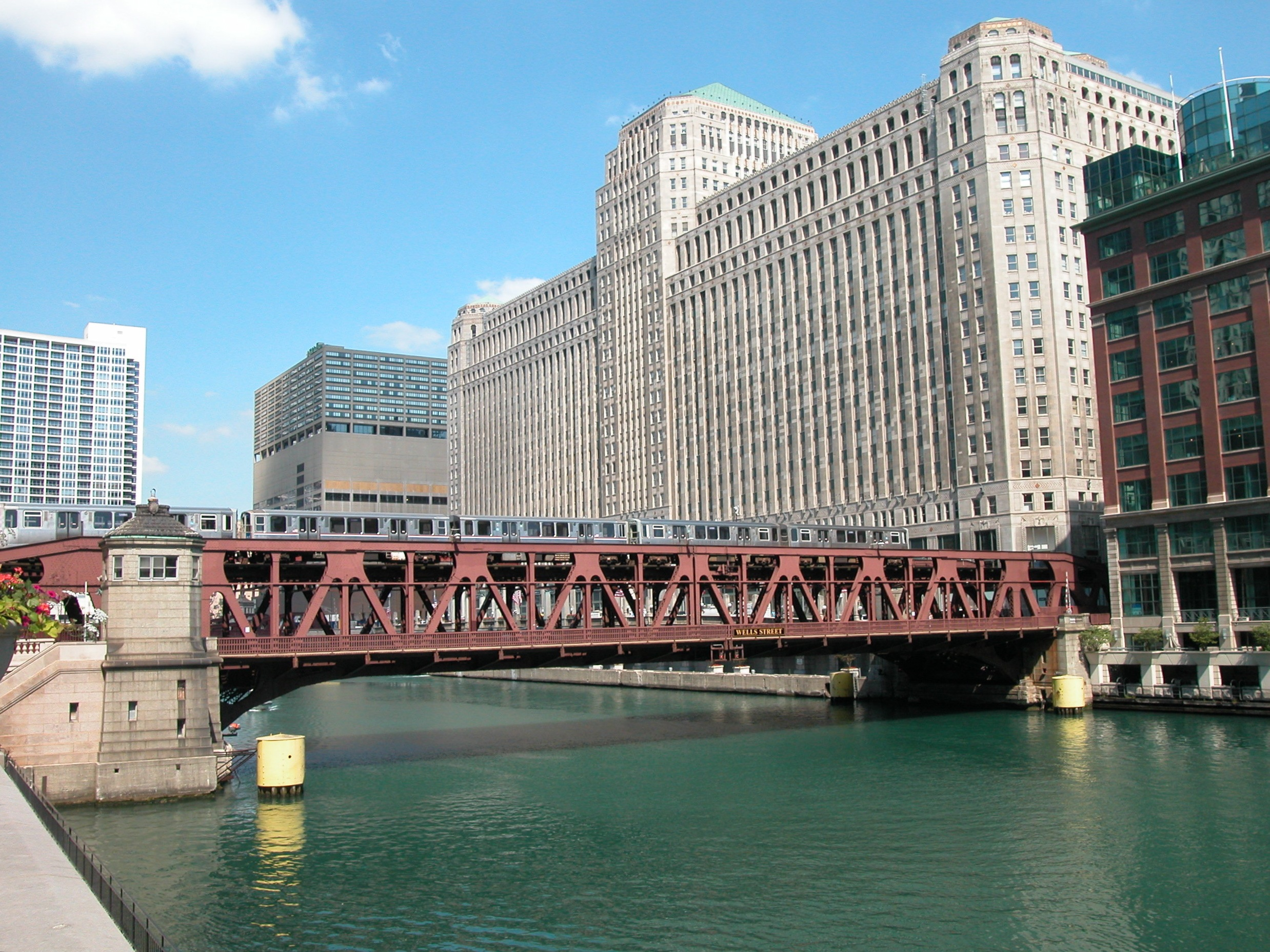
Vue sur le Merchandise Mart et le pont de Wells Street sur lequel traverse une rame du métro de Chicago.
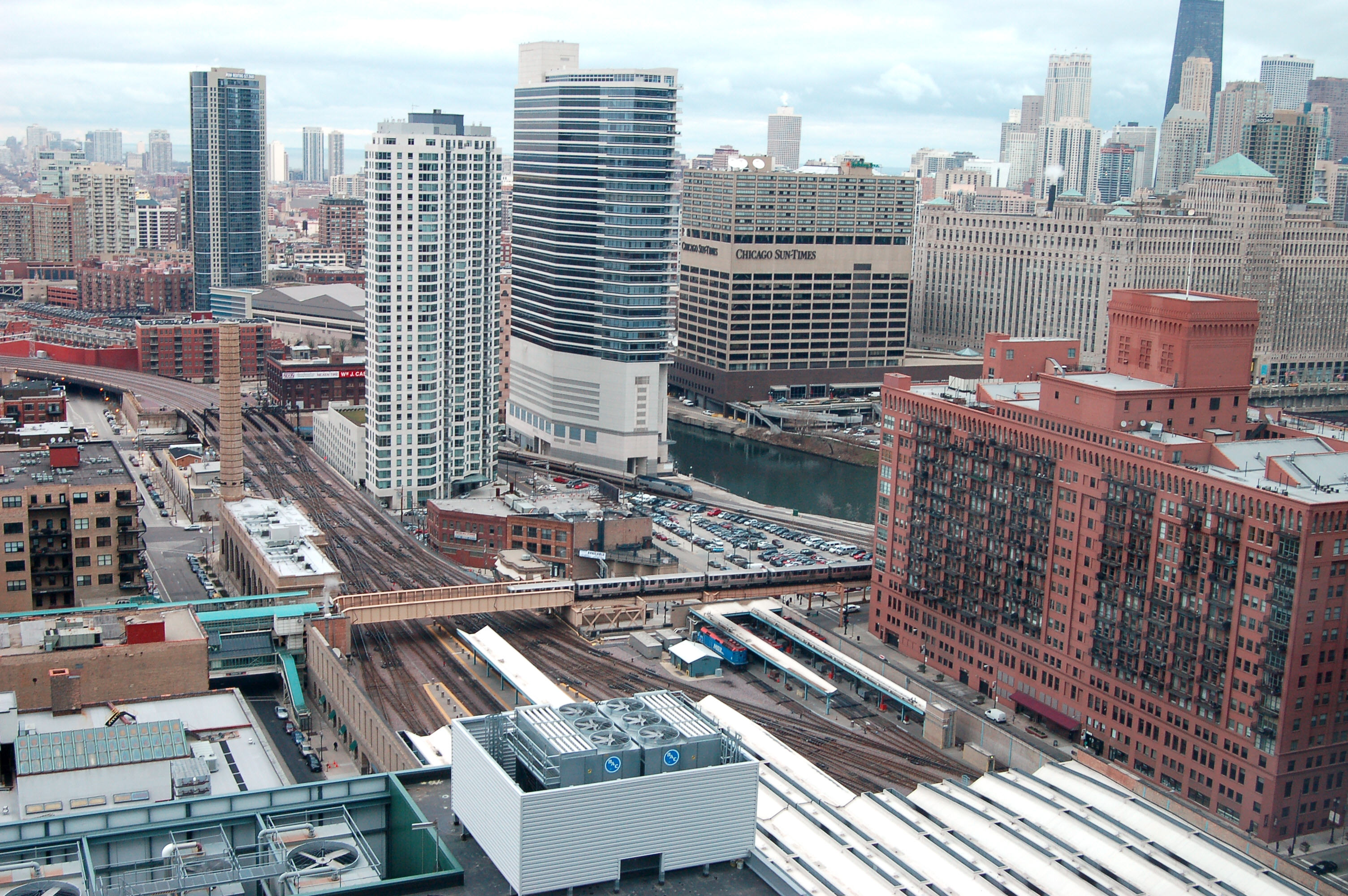
Les voies de la gare d'Ogilvie Transportation Center.